# 스티브 팩스턴

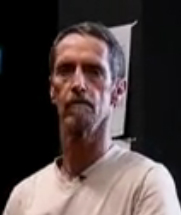
2012년 모습

스티브 팩스턴(Steve Paxton, 본명: 스티븐 더글라스 팩스턴, Steven Douglas Paxton, 1939년 1월 21일 ~ 2024년 2월 20일)은 미국의 실험적 댄서이자 안무가였다. 그의 초기 배경은 체조였으며 이후 훈련에는 머스 커닝햄(Merce Cunningham)에서 3년, 호세 리몬(José Limón)에서 1년이 포함되었다. 저드슨 댄스 극장(Judson Dance Theatre)의 창립 멤버로서 그는 이본 레이너와 트리샤 브라운(Trisha Brown)의 작품을 공연했다. 그는 실험 그룹 그랜드 유닝너의 창립 멤버였으며 1972년 마찰, 운동량, 중력 및 관성의 물리적 법칙을 활용하여 두 요소 사이의 관계를 탐구하는 춤 형식인 접촉 즉흥 연주로 알려진 춤 형식을 명명하고 개발하기 시작했다.
팩스턴은 훈련을 받지 않은 무용수라도 춤 형식에 기여할 수 있다고 믿었고, 보행자의 움직임에 큰 관심을 갖기 시작했다. 커닝햄과 함께 일한 후 그는 국제적으로 공연하고, 가르치고, 안무할 때를 제외하고는 은둔 생활을 유지하려고 노력했다.